# 3233 Krišbarons
A 3233 Krišbarons (ideiglenes jelöléssel 1977 RA6) a Naprendszer kisbolygóövében található Krišjānis Barons lett néprajzkutatóról elnevezett aszteroida. Nyikolaj Sztyepanovics Csernih fedezte fel 1977. szeptember 9-én.